# Mount Hermanson
Mount Hermanson ist ein 3140 m hoher und eisbedeckter Berg in der antarktischen Ross Dependency. In der Commonwealth Range des Königin-Maud-Gebirges ragt er rund 6,5 km südwestlich des Gray Peak am Kopfende des Cunningham-Gletschers auf. 
Das Advisory Committee on Antarctic Names benannte ihn 1966 nach Captain Joseph Marcus Hermanson (1913–2004) von der United States Navy, Flugbewegungsoffizier der McMurdo-Station von 1957 bis 1958 und Stabsleiter der U.S. Antarctic Projects Officer im Jahr 1959.